# Ben Wallace (baloncestista)
Benjamin Cameron Wallace (White Hall, Alabama, 10 de septiembre de 1974) es un exjugador de baloncesto estadounidense que disputó 16 temporadas en la NBA. Con 2,06 metros de estatura jugaba en la posición de pívot.
Está considerado uno de los mejores defensores de la historia de la NBA, siendo el único, junto a Dikembe Mutombo y Rudy Gobert, en haber ganado cuatro veces el galardón de Mejor Defensor de la NBA.
El 16 de mayo de 2021 es seleccionado para el Salón de la Fama del Baloncesto, siendo el primer jugador no elegido en el draft de la NBA en entrar, y el que más partidos ha disputado en la NBA no habiendo sido drafteado.

## Carrera deportiva

### NBA

#### Primeros años
Al no ser elegido en el draft, firmó como agente libre por los Washington Bullets en 1996, tras probar y no entrar en el Viola Reggio Calabria, un equipo de baloncesto italiano. 
Tras tres temporadas con el equipo de Washington D. C., el 11 de agosto de 1999, fue traspasado junto a Terry Davis, Tim Legler y Jeff McInnis a Orlando Magic a cambio de Isaac Austin. Allí permaneció una temporada.

#### Detroit Pistons (2000-2006)
El 3 de agosto del 2000 es traspasado a los Detroit Pistons, junto a Chucky Atkins, a cambio de Grant Hill, que planeaba fichar por los Magic como agente libre pero prefirió que los Pistons recibieran algo a cambio de su traspaso. Wallace destacó casi desde su llegada a Detroit, ganando el trofeo al mejor jugador defensivo de la NBA en las temporadas 2001-02, 2002-03, 2004-05 y 2005-06 y en el mejor quinteto defensivo 6 veces. En las temporadas 2001-02 y 2002-03, lideró las estadísticas en rebotes y tapones, el primero desde Hakeem Olajuwon. En la 2002-03 llegó a jugar el All-Star.
En 2004 los Pistons vencieron a Los Angeles Lakers en las Finales de la NBA por un contundente 4-1, con una actuación soberbia que secó a Shaquille O'Neal. Ese mismo año tuvo un grave incidente en un partido contra los Indiana Pacers, al involucrarse en una pelea con Ron Artest que también incluyó a espectadores, y por la que sería suspendido por 6 partidos. 
En las siguientes temporadas, los Pistons no fueron capaces de igualar el éxito de la temporada 2003-04 a pesar de 5 apariciones consecutivas en Finales de Conferencia y una aparición en las Finales de 2005.
En Detroit coincidió con otro jugador de mismo apellido, Rasheed Wallace. La pareja que formó con el ala-pívot era conocida como "Wallace x 2".

#### Chicago Bulls (2006-2008)

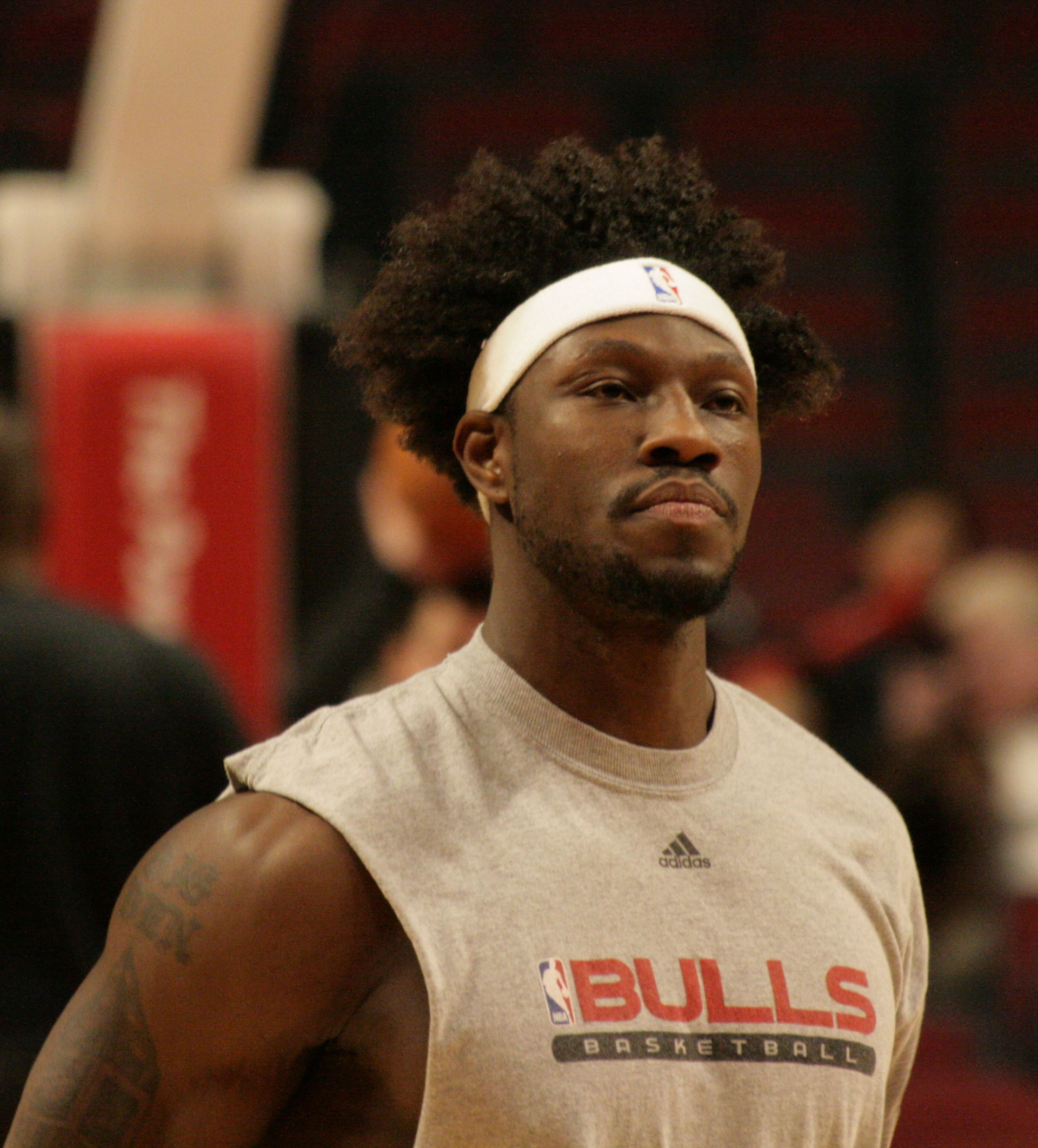
Wallace en su etapa en los Bulls en 2008.

En julio de 2006, fue traspasado a los Chicago Bulls con un contrato de cuatro años de 60 millones de dólares. Su rendimiento en los Bulls no fue el esperado, con dos temporadas llenas de lesiones.

#### Cleveland Cavaliers (2008-2009)
En febrero de 2008, fue traspasado a Cleveland Cavaliers en un traspaso a tres bandas que involucró a los Cavaliers, a los Bulls y a los Seattle SuperSonics. Formando una poderosa pareja con Žydrūnas Ilgauskas, promedió 4,2 puntos y 7,4 rebotes. Tuvo un buen rendimiento en sus dos temporadas con el equipo de Cleveland, aunque no tuvo la recompensa de un anillo.

#### Detroit Pistons (2009-2012)
En junio de 2009 fue traspasado a los Phoenix Suns, junto a Sasha Pavlović, a cambio de Shaquille O'Neal, pero al mes siguiente los Suns rescindieron su contrato. De ese modo, en agosto fichó como agente libre por los Pistons, volviendo al equipo donde vivió su mejor época, pero esta vez como un papel de suplente del pívot titular, Greg Monroe. En el verano de 2010 amplió su contrato con los Pistons, y en diciembre de 2010 cumplió su partido número 1000. 
Para la temporada 2011-12, anunció que sería su última temporada como profesional.
En febrero de 2012, cumplió 1055 partidos en la NBA, superando el récord de Avery Johnson del jugador no drafteado con más partidos en la liga.

### Selección nacional
Wallace fue integrante del combinado absoluto estadounidense que participó en el Mundial de 2002 y que terminó en sexta posición.

### Tras la retirada
El 16 de enero de 2016 los Detroit Pistons retiraron su camiseta con el número 3 como homenaje a su carrera.
En septiembre de 2021 entra a formar parte del Salón de la Fama del Baloncesto, siendo el primer jugador en no haber sido elegido en el draft de la NBA en conseguirlo.
En octubre de 2021 los Pistons anunciaron su contratación como asesor de operaciones de la franquicia.

## Estadísticas de su carrera en la NBA
|  | Líder de la liga                                 |
|  | Denota temporada en la que fue Campeón de la NBA |

### Temporada regular
| Año      | Equipo     | PJ   | PT  | MPP  | %TC  | %3P  | %TL  | RPP  | APP | ROB | TPP | PPP |
| -------- | ---------- | ---- | --- | ---- | ---- | ---- | ---- | ---- | --- | --- | --- | --- |
| 1996–97  | Washington | 34   | 0   | 5.8  | .348 | .000 | .300 | 1.7  | .1  | .2  | .3  | 1.1 |
| 1997–98  | Washington | 67   | 16  | 16.8 | .518 | .000 | .357 | 4.8  | .3  | .9  | 1.1 | 3.1 |
| 1998–99  | Washington | 46   | 16  | 26.8 | .578 | .000 | .356 | 8.3  | .4  | 1.1 | 2.0 | 6.0 |
| 1999–00  | Orlando    | 81   | 81  | 24.2 | .503 | .000 | .474 | 8.2  | .8  | .9  | 1.6 | 4.8 |
| 2000–01  | Detroit    | 80   | 80  | 34.5 | .490 | .250 | .336 | 13.2 | 1.5 | 1.3 | 2.3 | 6.4 |
| 2001–02  | Detroit    | 80   | 80  | 36.5 | .531 | .000 | .423 | 13.0 | 1.4 | 1.7 | 3.5 | 7.6 |
| 2002–03  | Detroit    | 73   | 73  | 39.4 | .481 | .167 | .450 | 15.4 | 1.6 | 1.4 | 3.2 | 6.9 |
| 2003–04  | Detroit    | 81   | 81  | 37.7 | .421 | .125 | .490 | 12.4 | 1.7 | 1.8 | 3.0 | 9.5 |
| 2004–05  | Detroit    | 74   | 74  | 36.1 | .453 | .111 | .428 | 12.2 | 1.7 | 1.4 | 2.4 | 9.7 |
| 2005–06  | Detroit    | 82   | 82  | 35.2 | .510 | .000 | .416 | 11.3 | 1.9 | 1.8 | 2.2 | 7.3 |
| 2006–07  | Chicago    | 77   | 77  | 35.0 | .453 | .200 | .408 | 10.7 | 2.4 | 1.4 | 2.0 | 6.4 |
| 2007–08  | Chicago    | 50   | 50  | 32.5 | .373 | .000 | .424 | 8.8  | 1.8 | 1.4 | 1.6 | 5.1 |
| 2007–08  | Cleveland  | 22   | 22  | 26.3 | .457 | .000 | .432 | 7.4  | .6  | .9  | 1.7 | 4.2 |
| 2008–09  | Cleveland  | 56   | 53  | 23.5 | .445 | .000 | .422 | 6.5  | .8  | .9  | 1.3 | 2.9 |
| 2009–10  | Detroit    | 69   | 67  | 28.6 | .541 | .000 | .406 | 8.7  | 1.5 | 1.2 | 1.2 | 5.5 |
| 2010–11  | Detroit    | 54   | 49  | 22.9 | .450 | .500 | .333 | 6.5  | 1.3 | 1.0 | 1.0 | 2.9 |
| 2011–12  | Detroit    | 62   | 11  | 15.8 | .395 | .250 | .340 | 4.3  | .7  | .8  | .8  | 1.4 |
| Total    | Total      | 1088 | 912 | 29.5 | .474 | .137 | .414 | 9.6  | 1.3 | 1.3 | 2.0 | 5.7 |
| All-Star | All-Star   | 4    | 2   | 21.5 | .400 | .000 | .000 | 7.0  | .5  | 2.0 | 1.2 | 3.0 |

### Playoffs
| Año   | Equipo    | PJ  | PT  | MPP  | %TC  | %3P  | %TL  | RPP  | APP | ROB | TPP | PPP  |
| ----- | --------- | --- | --- | ---- | ---- | ---- | ---- | ---- | --- | --- | --- | ---- |
| 2002  | Detroit   | 10  | 10  | 40.8 | .475 | .000 | .436 | 16.1 | 1.2 | 1.9 | 2.6 | 7.3  |
| 2003  | Detroit   | 17  | 17  | 42.5 | .486 | .000 | .446 | 16.3 | 1.6 | 2.5 | 3.1 | 8.9  |
| 2004  | Detroit   | 23  | 23  | 40.2 | .454 | .000 | .427 | 14.3 | 1.9 | 1.9 | 2.4 | 10.3 |
| 2005  | Detroit   | 25  | 25  | 39.2 | .481 | .000 | .461 | 11.3 | 1.0 | 1.7 | 2.4 | 10.0 |
| 2006  | Detroit   | 18  | 18  | 35.7 | .465 | .000 | .273 | 10.5 | 1.7 | 1.3 | 1.2 | 4.7  |
| 2007  | Chicago   | 10  | 10  | 36.9 | .566 | .000 | .500 | 9.5  | 1.4 | 1.5 | 1.7 | 8.7  |
| 2008  | Cleveland | 13  | 13  | 23.4 | .515 | .000 | .350 | 6.5  | 1.2 | .6  | 1.1 | 3.2  |
| 2009  | Cleveland | 14  | 0   | 12.6 | .615 | .000 | .000 | 2.7  | .3  | .3  | .3  | 1.1  |
| Total | Total     | 130 | 116 | 34.8 | .482 | .000 | .418 | 11.2 | 1.3 | 1.5 | 1.9 | 7.2  |

## Logros y reconocimientos
Universidad
- Primer equipo Division II All-American – NABC (1996)

NBA
- Campeón de la NBA: 2003-04 con Detroit Pistons
- 4 veces NBA All-Star: 2003, 2004, 2005, 2006
- 4 veces Mejor Defensor de la NBA: 2002, 2003, 2005, 2006
- 6 veces en el mejor quinteto defensivo:
  - Primer equipo: 2002, 2003, 2004, 2005, 2006
  - Segundo equipo: 2007
- 5 veces en el mejor quinteto NBA:
  - Segundo equipo: 2003, 2004, 2006
  - Tercer equipo: 2002, 2005
- 2 veces líder de rebotes de la liga (rebotes por partido): 2002 (13,0), 2003 (15,4)
  - 2 veces líder de rebotes de la liga (total de rebotes): 2001 (1.052), 2003 (1.026)
  - Líder de rebotes de la liga (total rebotes ofensivos): 2001 (749)
  - 2 veces líder de rebotes de la liga (total rebotes defensivos): 2003 (293), 2006 (301)
- Líder de tapones de la liga (tapones por partido): 2002 (3.5)
  - Líder de tapones de la liga (total de tapones): 2002 (278)

Honores
- Portada del ESPN NBA 2K5.[9]
- Su dorsal número 3, está retirado por los Detroit Pistons.
- Michigan Sports Hall of Fame: 2016.[10]